# 川佐ナナ
川佐 ナナ（かわさ ナナ、女性、1996年1月31日 - ）は、日本の女子プロレスラー。本名：川佐 奈々美（かわさ ななみ）。神奈川県横浜市出身。身長160cm、体重78kg。

時同じくしてデビューしたラビット美兎は中学校の同級生。

## 来歴・戦歴
2011年
- 7月3日、JWPのプロテスト合格[1]。
- 7月18日、東京キネマ倶楽部大会で中森華子とエキシビション。
- 7月21日、リングネームが「川佐ナナ」に決まる[2]。
- 8月7日、後楽園ホール大会にて対ラビット美兎戦でデビュー。JWPでの両者デビュー戦は1998年1月23日の春山香代子対渡辺えりか戦以来13年半ぶり。パワースラムが決まり片エビ固めで勝利。
- 9月28日、ラビットとともにアイスリボンで他団体初参戦。蒼星杯の前哨戦として藤本つかさ&長野ドラミ組と対戦するも、藤本のミサイルキックを受け敗戦。

2012年
- アイスリボンの宮城もちと組んでタッグリーグ・ザ・ベスト2012に参戦。

2013年
- 持病と本人の申告により、欠場中[3]。4月に一度復帰するも会社へ連絡もなく再び欠場[4]。

2014年
- 正式なアナウンスはないものの、選手リストから抹消され退団。

2015年
- 1月4日、ディアナ道場マッチにて練習生として紹介される[5]。
- 1月31日、腰の怪我でドクターストップがかかった為、退団[6]。

## 得意技
ノーザンライトスープレックス
ジャック7
パワースラム